# David Paton
David Paton (Edinburgh, 29 oktober 1949) is een Brits zanger, gitarist en basgitarist.
In 1970 is Paton betrokken bij de oprichting van de Bay City Rollers; hun manager Tam Paton is zijn broer. Voordat Bay City Rollers serieus wordt is Paton alweer vertrokken. In 1971 komt hij mede ex-BCR-lid William Lyall weer tegen en beginnen ze demo's op te nemen, de Craighall Demos. In 1973 voegt Stuart Tosh zich bij hen, en is de band Pilot geboren. Nadat ze Ian Bairnson hebben gevraagd als gitarist verschuift Paton zijn aandacht naar de basgitaar.
Als in 1977 Pilot ophoudt te bestaan, gaan Paton en Bairnson samen verder in The Alan Parsons Project waar ze ook weer Tosh tegenkomen. Daarnaast spelen zowel Bairnson als Paton op talloze muziekalbums van diverse artiesten.
Hij is betrokken bij de band Keats, dat maar één album maakt. In 2002 komen Paton en Bairnson weer samen als de vraag in Japan naar hun Pilotalbum Two’s a Crowd dermate groot wordt, dat ze het bijna in zijn geheel weer opnemen. Het wordt alleen in Japan uitgegeven onder de titel Blue Yonder. Dat Pilot in Japan anno 2007 nog steeds populair is, blijkt uit het feit dat het album Two’s a Crowd alsnog op cd verschijnt en Paton en Tosh een concert geven onder de naam Pilot.
Paton heeft meerdere soloalbums op zijn naam staan:
- 1991: Passions Cry
- 1996: Fragments
- 2003: The Search
- 2007: Fellow Man
- 2009: The Studio Diary Songs
- 2012: Under the Sun
- 2019: The Traveller - Another Pilot Project – 2. Tributalbum zu The Alan Parsons Project
- 2020: 2020